# Earconbert
Earconbert, w niektórych polskich opracowaniach Erkenbert (zm. 14 lipca 664) – król Kentu od 640 do 664 roku.
Był synem Eadbalda i jego żony Emmy, królewny frankijskiej. Według tzw. Legendy świętej Mildredy Earconbert miał starszego brata Eormenreda, który został umyślnie pominięty w sukcesji tronu. Istnieje również możliwość, że obaj bracia rządzili wspólnie gdyż Kent był zwykle rządzony przez dwóch królów, z których jeden odgrywał dominującą rolę.
W 655 roku, po śmierci arcybiskupa Canterbury Honoriusza, mianował jego następcą Deusdedita - był to pierwszy Anglosas na tym stanowisku.
Około 640 roku poślubił Seksburgę, córkę Anny, króla Wschodnich Anglów. Z tego małżeństwa pochodzili:
- Egbert I, zm. 673, król Kentu,
- Hlothere, zm. 685, król Kentu,
- Earcongota, zakonnica w Faremoutiers,
- Ermenilda, żona Wulfhere'a, króla Mercji.

Według późnej legendy, której nie potwierdzają wcześniejsze źródła, miał mieć dwóch bratanków Ethelreda i Ethelberta, synów Eormenreda. Król nie chciał ich krzywdzić, ale jeden z jego ludzi zamordował ewentualnych pretendentów do tronu. Earconbert dla wynagrodzenia tej zbrodni miał ufundować opactwo monasterium famosissimum Wacrinense.